# Buchenberg (Teutoburger Wald)
Der Buchenberg ist ein 385 m ü. NHN hoher Berg im südlichen Teutoburger Wald.

## Geographische Lage
Sein Gipfel liegt im Gebiet des zur Stadt Horn-Bad Meinberg im nordrhein-westfälischen Kreis Lippe gehörenden Ortsteils Leopoldstal, rund 1200 Meter nordwestlich der Lippischen Velmerstot und ebenso weit südwestlich der „Silbermühle“.

## Wandern
Über den Buchenberg und an ihm entlang verlaufen viele Wald- und Wanderwege, unter anderem der Hermannsweg (156 Kilometer bis nach Rheine) sowie der Eggeweg (etwa 70 Kilometer von den Externsteinen nach Niedermarsberg im Sauerland).
Der „Wanderparkplatz Buchenberg“ (⊙) ist Startpunkt der etwa 17 Kilometer langen „KlimaErlebnisRoute Velmerstot“.